# Либрехт, Феликс
Феликс Либрехт (нем. Felix Liebrecht; 13 марта 1812, Намслау, Прусская Силезия (теперь Намыслув, Опольское воеводство, Польша) — 3 августа 1890, Сент-Юбер, Бельгия) — немецкий лингвист, фольклорист, историк всеобщей литературы, переводчик, педагог, профессор.

## Биография
Еврейского происхождения.
Изучал филологию в университетах Бреслау, Мюнхена и Берлина, в 1849 году стал профессором немецкого языка в льежском Athénée Royal (Бельгия). Вышел на пенсию в 1867 году. 
Автор многих ценных переводов с превосходными примечаниями, например, «Pentamerone» Джамбаттисты Базиле (1846) , с введением Якоба Гримма; о Варлааме и Иосафате Дамаскина (1847); «History of fiction» («Geschichte der Prosadichtungen») Данлопа, снабдив его обширными дополнениями и примечаниями (1851). В обработке Либрехта это сочинение получило значение настольной книги по вопросам, касающимся истории романов и повестей. И «Otia Imperialia» Гервасия Тильберийского (1856). 
Различные его монографии, этнографические статьи и заметки были собраны и опубликованы в Хайльбронне в 1879 году под названием «Zur Volkskunde». Главное место занимают статьи о Мышиной башне (предание о Гаттоне), об источниках повести о Варлааме и Иосафате, о Вольфдитрихе, о бросании камней на могилу, а также обзор немецких, шотландских и норвежских преданий.